# Кажазейрас
Кажазейрас (порт. Cajazeiras) — муниципалитет в Бразилии, входит в штат Параиба. Составная часть мезорегиона Сертан штата Параиба. Входит в экономико-статистический микрорегион Кажазейрас. Население составляет 57 642 человека на 2007 год. Занимает площадь 586,275 км². Плотность населения — 97,7 чел./км².
Праздник города — 22 августа.

## История
Город основан 10 июля 1876 года.

## Статистика
- Валовой внутренний продукт на 2003 год составляет 154 997 412,00 реалов (данные: Бразильский институт географии и статистики).
- Валовой внутренний продукт на душу населения на 2003 год составляет 2763,27 реалов (данные: Бразильский институт географии и статистики).
- Индекс развития человеческого потенциала на 2000 год составляет 0,685 (данные: Программа развития ООН).

## География
Климат местности: тропический.